# Brandon Mayfield
Brandon Mayfield (Coos Bay, 15 juli 1966) is een Amerikaanse jurist afkomstig uit de omgeving van Portland in de staat Oregon. Hoewel hij is geboren als Amerikaan is hij op latere leeftijd bekeerd tot de islam.
Op 6 mei 2004 werd hij door de FBI - na geruime tijd 24 uur per dag te zijn geschaduwd - gearresteerd op verdenking van betrokkenheid bij de Al Qaida bomaanslagen in Madrid. De arrestatie gebeurde niet als verdachte maar als material witness (belangrijk getuige). Deze methode is bedoeld om tijdelijk iemand vast te kunnen houden in voorbereiding van een zitting van een Grand Jury, maar onder de Patriot Act is het gebruik ervan dusdanig verruimd dat iemand in feite voor onbepaalde tijd kan worden vastgezet zonder tenlastelegging, proces of borgtocht. Bovendien kreeg Mayfield een gag order (zwijgplicht) opgelegd zodat hij zelfs niet eens kon proberen zijn onschuld te bewijzen.
De grondslag voor dit alles was dat er in Madrid op een plastic zak met explosieven een vingerafdruk gevonden werd. De FBI beweerde dat het om een perfecte afdruk ging, maar later bleek dat het slechts een gedeeltelijke afdruk was. De digitale kopie daarvan leverde in het FBI-zoeksysteem een identificatie met de vingerafdrukken van Mayfield op. Dit was des te opmerkelijker omdat de man in jaren de VS niet uit geweest was - zijn paspoort was al enige tijd verlopen - hoewel de FBI de moeite niet nam dat na te trekken. Ook werd verzuimd de identificatie aan de hand van de originele vingerafdruk te verifiëren, dat maakte geen deel uit van hun normale procedure. De politie in Madrid had van meet af aan twijfels aan de identificatie van de FBI en bewees uiteindelijk Mayfields onschuld doordat zij de vingerafdruk aan een Algerijn konden toewijzen. Na 17 dagen in de gevangenis werd Mayfield vrijgelaten en kreeg de FBI een voor Amerikaanse begrippen zeer ongebruikelijke schrobbering van de rechter die de vrijlating gelastte.
De Mayfield-affaire riep in de VS een aantal belangrijke vragen op. Ten eerste gebruikte de FBI bij zijn motivering van het schaduwen van Mayfield onder andere dat hij een bepaalde moskee bezocht waar ook andere door de FBI als verdacht beschouwde personen aan het gebed deelnamen. De vraag is of dit niet discriminatie op grond van religie is. Verder is de digitale behandeling van vingerafdrukken minder dan waterdicht gebleken en de FBI heeft al geruime tijd geheel op deze methode vertrouwd en beweerd dat hun identificaties 100% betrouwbaar zouden zijn. De vraag is of er niet meer mensen onschuldig vastzitten. Ten slotte is het gebruik van de mogelijkheid om iemand als belangrijk getuige vast te zetten in de ogen van vele mensenrechtenactivisten een regelrechte ontkrachting van alle principes van behoorlijke rechtspleging.